# Billy Lee Riley
Billy Lee Riley (Pocahontas, 5 ottobre 1933 – Jonesboro, 2 agosto 2009) è stato un cantante statunitense.

## Discografia parziale
- Harmonica & the Blues, Crown, 1962
- Big Harmonica Special, Mercury, 1964
- Harmonica Beatlemania, Mercury, 1965
- Whiskey a Go Go Presents, Mercury, 1965
- Funk Harmonica, GNP, 1966
- In Action, GNP, 1966
- Southern Soul, Mojo, 1968; reissued, Cowboy Carl, 1981
- The Legendary Sun Performers: Billy Lee Riley, Charly, 1977
- Sun Sound Special: Billy Lee Riley, Charly, 1978
- Vintage, Mojo, 1978
- 706 Reunion, Sun-Up, 1992
- Blue Collar Blues, Hightone, 1992
- Classic Recordings 1959–1960, Bear Family, 1994
- Rockin' Fifties, Icehouse, 1995
- Hot Damn!, Capricorn, 1997
- Very Best of Billy Lee Riley: Red Hot, Collectables, 1998
- Shade Tree Blues, Icehouse, 1999
- One More Time, Sun-Up, 2002
- Hillbilly Rockin' Man, Reba Records, 2003
- Still Got My Mojo, 2009